# Politikoffee

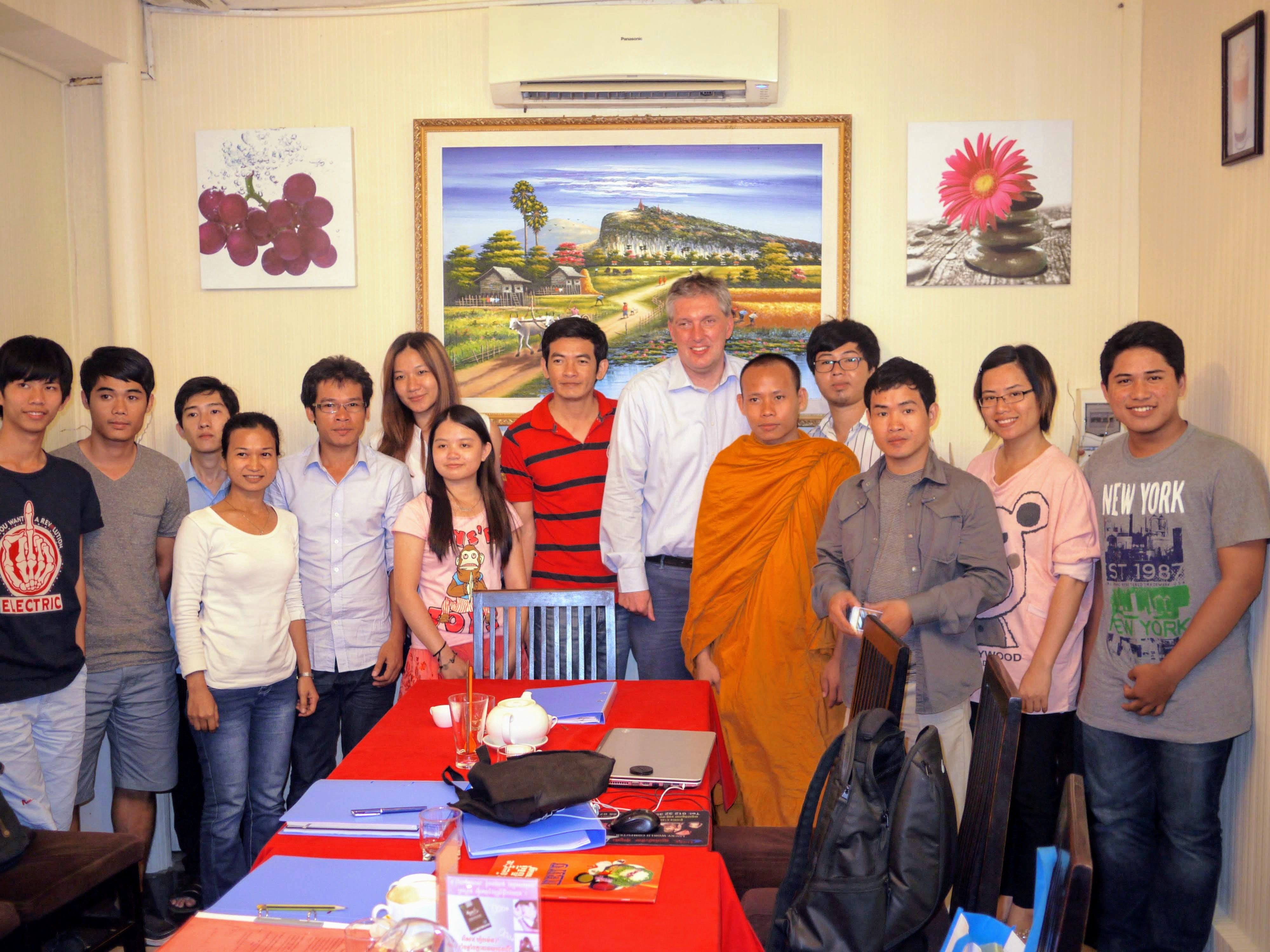
Denis Schrey, cựu giám đốc quốc gia của Quỹ Konrad Adenauer tại Campuchia, là diễn giả khách mời tại một diễn đàn Politikoffee được tổ chức vào ngày 31 tháng 8 năm 2013.

Politikoffee là một diễn đàn hàng tuần thảo luận về chính trị và các vấn đề liên quan đến thanh niên ở Phnôm Pênh, Campuchia.  Nó được Ou Ritthy, Chheng Channy và các đồng nghiệp khác thành lập vào năm 2011. Diễn đàn đã tổ chức một số diễn giả chuyên gia trong nhiều năm, bao gồm các nhà sư, nhà hoạt động nữ quyền, giáo viên, nhà ngoại giao và nhà phân tích xã hội. Diễn đàn cũng có các nhân vật chính trị nổi bật để kích thích tranh luận về các vấn đề lợi ích quốc gia. Trong những năm gần đây, Politikoffee đã đề cập đến các vấn đề từ nhân quyền, chính trị và phi bạo lực, cải cách bầu cử và mối quan hệ Campuchia – Trung Quốc, trong số những vấn đề khác. Diễn đàn hiện đang được tổ chức tại văn phòng Campuchia của Quỹ Konrad Adenauer.
Để đối phó với căng thẳng chính trị gia tăng ở Campuchia vào tháng 11 năm 2017, Politikoffee đã tuyên bố tạm dừng các cuộc hội họp, tuy nhiên đã chọn khôi phục cuộc họp mặt vào tháng 1 năm 2018 khi không khí chính trị hạ nhiệt.